# Mr. Gone
Mr. Gone är Weather Reports åttonde album i ordningen, utgivet 1978 av Columbia Records. Skivan blev snabbt en försäljningssuccé i samma anda som deras föregående album Heavy Weather. På skivan förekommer ett nytt arrangemang på Wayne Shorters låt "Pinocchio" som först spelades in på albumet Nefertiti av Miles Davis.

## Låtlista
1. "The Pursuit of the Woman With the Feathered Hat" (Joe Zawinul) – 5:00
  - Joe Zawinul — keyboards, kalimbas, thumbeki-trummor, sleigh bells, röst
  - Jon Lucien — röst
2. "River People" (Jaco Pastorius) – 4:49
  - Jaco Pastorius — trummor, röst, timpani, bas
  - Joe Zawinul — keyboards, ARP 2600 & Sequential Circuits Prophet 5 synthesizer
3. "Young and Fine" (Joe Zawinul) – 6:54
  - Joe Zawinul — keyboards, melodica, high hat, röst
  - Peter Erskine — high hat
4. "The Elders" (Wayne Shorter arr. Joe Zawinul) – 4:20
  - Wayne Shorter — tenorsaxofon
  - Joe Zawinul — keyboards
5. "Mr. Gone" (Joe Zawinul) – 5:20
  - Tony Williams — trummor
  - Jaco Pastorius — bas
6. "Punk Jazz" (Jaco Pastorius) – 5:07
  - Jaco Pastorius — bas, röst
  - Joe Zawinul — keyboards
7. "Pinocchio" (Wayne Shorter) – 2:25
  - Wayne Shorter — tenorsaxofon
  - Peter Erskine — trummor
8. "And Then" (Musik: Joe Zawinul – text: Sam Guest) – 3:20
  - Joe Zawinul — keyboards
  - Maurice White — sång

Total tid: 37:29

## Medverkande
- Weather Report:
  - Joe Zawinul — keyboards, Oberheim Polyphonic synthesizer (5, 7), Sequential Circuits Prophet 5 synthesizer (2), kalimbas (1), thumbeki-trummor (1), sleigh bells (1), röst (1, 3), melodica (2), high hat (3), piano (7), ARP 2600 synthesizer (2)
  - Wayne Shorter — tenor-, sopran- & altsaxofon, röst (1)
  - Jaco Pastorius — bas, trummor (1, 2), röst (1, 2, 5), timpani (2)
  - Peter Erskine — trummor (1, 7), high hat (3), röst (1)
- Manolo Badrena — röst (1)
- Tony Williams — trummor (5, 6)
- Steve Gadd — trummor (3, 8)
- Jon Lucien — röst (1)
- Deniece Williams — röst (8)
- Maurice White — sång (8)